# Youzha
Youzha (kinesiska: 油榨乡, 油榨) är en socken i Kina. Den ligger i provinsen Sichuan, i den sydvästra delen av landet, omkring 82 kilometer väster om provinshuvudstaden Chengdu. Antalet invånare är 10 822. Befolkningen består av 5 393 kvinnor och 5 429 män. Barn under 15 år utgör 13,0 %, vuxna 15-64 år 68 %, och äldre över 65 år 17,0 %.
Genomsnittlig årsnederbörd är 1 442 millimeter. Den regnigaste månaden är juli, med i genomsnitt 387 mm nederbörd, och den torraste är januari, med 12 mm nederbörd.